# YOSAKOIさせぼ祭り
YOSAKOIさせぼ祭り（よさこいさせぼまつり）は、1998年に始まった長崎県佐世保市の地域おこしイベントである。高知市のよさこい祭りを参考にした札幌市のYOSAKOIソーラン祭りのブームを参考にし、四ヶ町商店街の関係者らによって作られた。

## 概要
九州では最も大きなYOSAKOIの一つで、例年10月下旬の金曜日に前夜祭、土曜日・日曜日に本祭りという日程で行われる。佐世保市内の複数箇所の公道や商店街、公共施設などを会場として一部占有し、市外からの参加者を中心とした7,000人の踊り子が演舞する。

## 歴史
- 1997年（平成9年）　四ヶ町商店街の一部の関係者らがYOSAKOIソーラン祭りのビデオを見て札幌市へ視察、それを参考とし作られた2チームが市民総参加の神事「おくんちさせぼ祭り」の出し物として四ヶ町商店街アーケードで演舞した。

- 1998年（平成10年）　4チームが誕生した。おくんちさせぼ祭りの一部として「第1回ダンスバトル(のちの第1回YOSAKOIさせぼ祭り)」を開催。会場は5ヶ所となる。
- 1999年（平成11年）　県外のチームが参加を始める。

- 2000年（平成12年）　おくんちさせぼ祭りから分離し、YOSAKOIさせぼ祭りとして開催されるようになる。

- 2001年（平成13年）　現在の審査方法に変更。母体となったおくんちさせぼ祭りが、佐世保くんちとさせぼ祭りに分離。

- 2002年（平成14年）　参加チームは103になる。させぼ祭りは催し物ができなくなり、この年を最後に廃止。

- 2006年（平成18年）　第9回、参加予定チームは146になる。

- 2008年（平成20年）　第11回、参加予定チームは過去最大の148。国道会場と大宮会場を廃止、早岐会場を移転。

- 2009年（平成21年）　第12回、参加チームが150を超える。大宮会場が復活。
- 2020年（令和2年）　第23回、新型コロナウィルスの感染拡大のため、この年の開催を中止。[1]
- 2021年（令和3年）　第23回、新型コロナウィルスの感染拡大のため、この年の開催を中止。[2]

## 演舞会場
パレード形式
- アーケード会場 - YOSAKOIさせぼ祭り当初からの会場。
- 中央公園通り会場
- 山県会場（夜店通り付近） - 1日目夜のみ。夜店通り側の飲食店街の真ん中で行われる。静止パレード形式（移動を伴わない）。

ステージ形式
- 名切お祭り広場会場（名切グラウンド） - 本審査と審査結果の発表・表彰、最後の総踊りが行われる。
- 佐世保駅前会場（佐世保駅東口駅前広場）
- アルカス広場会場（アルカスSASEBO前）
- 海上自衛隊倉島岸壁会場
- 島瀬公園会場
- 佐世保公園会場
- ハウステンボス会場
- 体育文化館会場 - 第1次審査が行われる。
- 九十九島パールシーリゾート会場
- させぼ五番街会場

かつての会場
- 国道会場（国道35号の島瀬町～京町間） - 2007年限りで終了。パレード形式。アーケード会場から引き続き演舞していた（前身のさせぼ祭りパレードから同じ形式）。
- 早岐瀬戸茶市会場 - 2008年より場所変更。ステージ形式。
- 大宮公園会場
- 戸尾市場会場
- 佐世保市亜熱帯動植物園(現:西海国立公園九十九島動植物園『森きらら』)会場

## ルール
審査基準は「心動かし、感動した」こと。第1次審査（体育文化館会場）では一般公募による市民審査員が審査を行う。2007年からはパレード形式で行う会場（山県会場を除く）においても地方車の先導により前進しながら演舞する形式を遵守していたかについて審査を行うようになった。本審査（名切お祭り広場会場）では本審査委員（2019年現在10名。審査委員長はV・ファーレン長崎代表取締役社長髙田明）が第1次審査を通過、及び敗者復活戦を制した18チームについて審査し、大賞を始め各種賞を選出する。

## 問題点
佐世保市内各所の公道や商店街、公共施設などが会場として利用され、祭りの期間中は市民生活に影響を及ぼしている。生活道や公共施設などが利用できなくなる問題、会場近隣の騒音問題、交通や人の規制による混雑など、幅広い地域への負担を強いる一方で、経済効果の規模が小さく、恩恵を受ける関係者も限定的である。開催による経済効果はイベントの前後期間を含めて23.8億円(2019年)であり、佐世保市内総生産額である年間7,800億円(1日あたり23.1億円)の規模に対し、1000分の3程度である。
また、これまで伝統的に行われてきた神事、佐世保くんち・させぼ祭りを衰退させる形で本イベントが成長してきた点、一部の商店街関係者による営利目的のイベントである点、縁もゆかりもない他所の祭りを模倣している点、踊り子の7割以上が市外からの参加者で地域性が薄い点など、様々な問題点が挙げられ、市民からは必ずしも支持されていると言えない。

## 賞
2007年（第10回）の賞。
本審査進出チームへの賞
- 大賞
- 準大賞
- 準々大賞
- 審査員特別賞
- 敢闘賞

その他の賞
- 感動賞
- 新人賞
- ジュニア賞
- シニア賞
- 旗隊アピール賞
- 各会場賞（島瀬・パールシー・ハウステンボス・山県・大宮商店街）
- ひかり賞
- あおり賞
- 演出賞
- 華賞
- 艶賞
- 粋賞
- 前夜祭ラッキー賞